# Denise Hinrichs

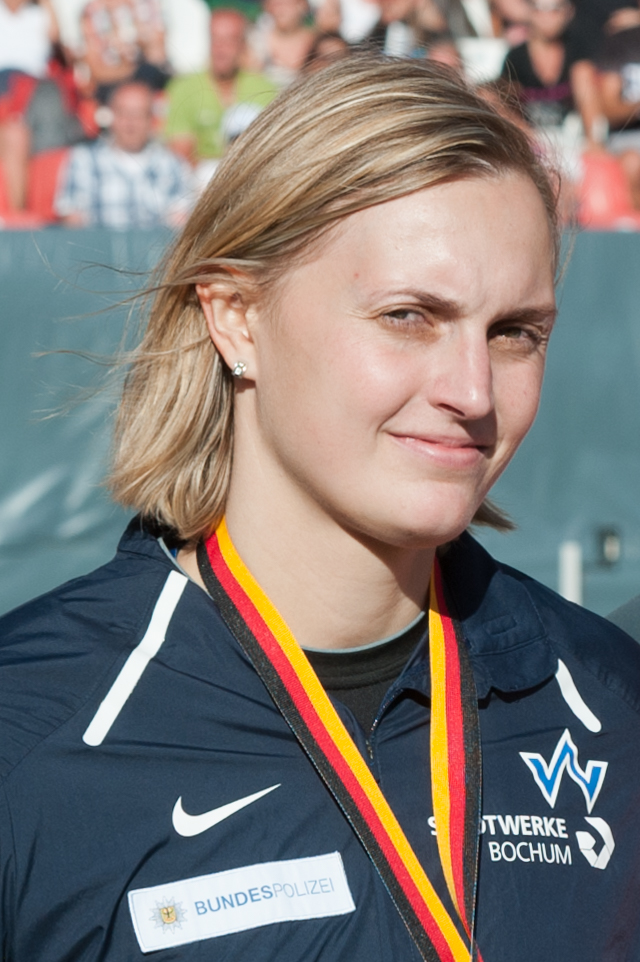
Denise Hinrichs 2015

Denise Kunze, geborene Denise Hinrichs, (* 7. Juni 1987 in Rostock) ist eine ehemalige deutsche Kugelstoßerin. Am 27. Juni 2016 gab Kunze, wie sie nach Heirat nun heißt, ihr Karriereende bekannt.
Sie war seit 2006 Angehörige der Bundespolizeisportschule Kienbaum, der Spitzensportfördereinrichtung der Bundespolizei für Sommer- und Ganzjahressportarten.

## Sportliche Karriere
2003 wurde sie Vierte bei den Jugendweltmeisterschaften, 2005 wurde sie Junioreneuropameisterin und im Jahr darauf Juniorenvizeweltmeisterin. 2007 folgte erneut Silber, diesmal bei den U23-Europameisterschaften.
Nachdem Bronze bei den Deutschen Hallenmeisterschaften 2006 ihr bis dahin größter Erfolg im Erwachsenenbereich war, gewann sie in der Hallensaison 2008 den Titel. Bei den Hallenweltmeisterschaften in Valencia verpasste sie als Neunte der Qualifikation knapp den Finaleinzug. Am 24. Mai 2008 steigerte Hinrichs in Halle (Saale) ihre persönliche Bestleistung auf 19,07 m. Mit dieser Leistung qualifizierte sie sich für die Teilnahme an den Olympischen Spielen in Peking.
2009 wurde Hinrichs sowohl in der Halle, als auch im Freien Deutsche Meisterin. Bei den Halleneuropameisterschaften in Turin gewann sie mit einer Weite von 19,63 m – zugleich neue persönliche Bestleistung – die Silbermedaille. Im Freien steigerte sie in diesem Jahr ihre Bestleistung auf 19,47 m. Im Sommer wurde sie U23-Europameisterin und bei den Weltmeisterschaften in Berlin kam sie auf Platz elf.
2010 erreichte sie bei den Europameisterschaften in Helsinki den achten Platz. 2011 zog sie sich einen Kreuzbandriss am linken Knie zu. 2012 wurde sie bei den Deutschen Meisterschaften Dritte, doch am Ende des Jahres riss ihr Kreuzband erneut.
Denise Hinrichs ist 1,80 m groß und hatte ein Wettkampfgewicht von 80 kg. Sie startete für den Schwaaner SV, den SC Neubrandenburg und seit 2007 für den TV Wattenscheid 01.